# جاستین پرکینز
جاستین پرکینز (به انگلیسی: Justin Perkins) نخستین تبعهٔ کشور ایالات متحده آمریکا در ایران (قاجار) بود. یک مبلغ مسیحی پروتستان (مشایخی) و زبان‌شناس آمریکایی بود. او در سال ۱۸۳۳ به ایران پای نهاد و در سال ۱۸۶۹ در آمریکا درگذشت.بر اساس نشریات ایالات متحده، او به دلیل کار خود در میان مردم آنجا به عنوان "رسول به ایران " شناخته شد.

## زندگی‌نامه
او در منطقه ایرلند غرب اسپرینگفیلد، ماساچوست، در منطقه ای که اکنون در شهر هولیوک، ماساچوست به دنیا آمد. او پسر ویلیام پرکینز و جودیت کلاف پرکینز و از نوادگان جان پرکینز بود که در سال ۱۶۳۱ وارد ماساچوست شد و در نهایت در سال ۱۶۳۳ در ایپسویچ ماساچوست ساکن شد. او سال‌های اولیه زندگی خود را در مزرعه گذراند.
در سن هجده سالگی، تجربه مذهبی داشت و در آکادمی وستفیلد ثبت نام کرد، سال ۱۸۲۹ از کالج امهرست با ممتاز فارغ‌التحصیل شد. او سپس یک سال را به تدریس در آکادمی امهرست، و دو سال را به تحصیل در مدرسه علمیه آندوور، و یک سال دیگر را نیز به عنوان معلم خصوصی در کالج امهرست گذراند. پس از آن در تابستان ۱۸۳۳ به عنوان وزیر پرسبیترینیسم (شاخه ای از پروتستان) منصوب شد. تقریباً در همان زمان، در ۲۱ ژوئیه ۱۸۳۳، او با شارلوت باس از میدلبری، ورمونت ازدواج کرد که در نهایت صاحب هفت فرزند شد. شش تن از کودکان آنها من جمله دخترشان جودیت، در ایران از دنیا رفتند. شخصی ناشناس کتاب «گل ایرانی: خاطرات جودیت گرانت پرکینز از ارومیا، ایران» را که در بوستون منتشر شد، نوشت. تنها یک فرزند، هنری مارتین پرکینز، از ایران جان سالم به در برد و با والدینش به ایالات متحده نقل مکان کرد و بعداً در همان‌جا خاطرات پدرش را نوشت.

## در ایران قاجار
آمریکایی‌ها در اواخر قرن نوزدهم از اصطلاح «نسطوریان» برای توصیف مسیحیان آشوری استفاده کرده بودند، که دیگر یک اصطلاح مطلوب و رایج نیست. در سپتامبر ۱۸۳۳، او به عنوان مبلغ مورد حمایت هیئت کمیساریای آمریکا برای مأموریت‌های خارجی، عازم ایران قاجار شد. مأموریت مشخص او باقی باندن به عنوان عضو کلیسای آشوری شرق در شمال غربی ایران بود.
پرکینز دریافت که مردمی که او باید به آنها خدمت کند در فقر و جهل زندگی می‌کردند و عملاً رعیت حاکمان خود بودند. او در سال ۱۸۲۵ با همراهی آساهل گرانت (پزشک آمریکایی) و همسرانشان (به ترتیب شارلوت باس و جودیت کمپبل)، برای رسیدگی به این مسائل یک مرکز تبلیغی در ارومیه تأسیس کرد. پرکینز توسط قشا اوراهام و مار یوهانان (اسقف آشوری شرق ارومیه) آموزش داده شد.

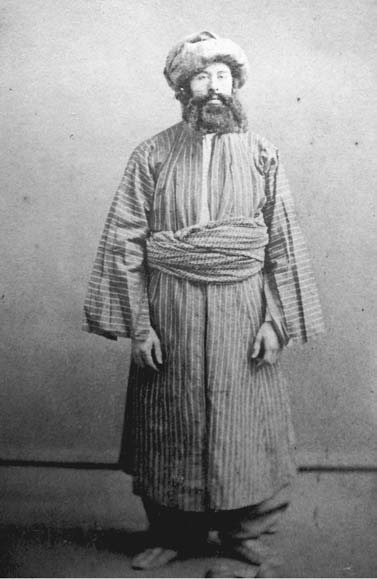
مار یوهانان در ایالات متحده به سال ۱۲۲۱ شمسی (۱۸۴۲ میلادی)

مار یوهانان در سال ۱۸۴۳ همراه با پرکینز از ایالات متحده بازدید کرد. مأموریت پرکینز در آنجا به مدت ۳۵ سال ادامه می یافت. سپس او به‌طور کلی با رضایت کامل روحانیون محلی کلیسای آشوری و اغلب در کلیساهای آنها شروع به موعظه کرد. او همچنین یک مدرسه پسرانه در آنجا تأسیس کرد که اولین مدرسه ای بود که از روش یادگیری از طریق آموزشی در آسیای مرکزی استفاده کرد. پس از آن به سرعت این کار را با چندین مدرسه دخترانه و پسرانه دیگر در روستاهای اطراف دنبال کرد و بعداً به درخواست صریح دولت مسلمان، مدارس مشابهی را برای جمعیت مسلمانان تأسیس کرد.
او همچنین اولین کسی بود که زبان سریانی مدرن را به نوشتار زبان عامیانه مردم محلی، تقلیل و انطباق داد. از آن پس چندین جلد را به زبان سریانی برای تربیت مردم آماده و تولید کرد. او چاپخانه‌ای در ارومیه تأسیس کرد و از آن برای تولید چندین اثر استفاده کرد که هشتاد مورد از آنها را خود پرکینز ترجمه یا تألیف کرده‌است. این کتب شامل یک مجله پرتوهای نور بود که به «مذهب، آموزش، علم، مأموریت‌ها، مسائل نوجوانان، شعر و موضوعات متفرقه» اختصاص داشت و تا زمان مرگ او تولید می‌شد. او بخش‌هایی از کتاب مقدس مسیحیان را نیز ترجمه کرد. در میان این موارد، ترجمه عهد جدید که در سال ۱۸۴۶ منتشر شد، عهد عتیق در سال ۱۸۵۲ و نسخه ارجاعی عهد عتیق در سال ۱۸۵۸ بود. دو مورد اول شامل دو ستون موازی به زبان سریانی باستان و جدید بود. آثار دیگر او شامل کتاب‌هایی برای مدارس عادی و یکشنبه‌ها، کتاب‌های سرود و ترجمه آثار مذهبی از جمله آیزاک واتس، جان بونیان، فیلیپ دودریج و ریچارد باکستر بود.
او در آن زمان به عنوان دانشمند زبان سریانی شناخته شده بود. احترام زیادی که در میان مسلمانان و مسیحیان برای او قائل بودند، این امکان دستیابی به اسناد قدیمی‌تر را برای او به ارمغان آورد که برای محققان بسیاری ارزشمند به حساب می‌آمد.

## میراث
در نیمه دوم قرن نوزدهم حضور پرکینز و رهبران و مبلغان آمریکایی که مسؤولیت هدایت شبکه وسیعی از مدارس ابتدایی و متوسطه در شمال غرب ایران را به عهده گرفتند و به سوادآموزی در میان مسیحیان بومی (آرامی زبانان و اعضای کلیسای آشوری مشرق) پرداختند، جای پای حضور آمریکا در ایران را مستحکم کرد. به تبعیت از پرکینز، آمریکایی‌ها خود را متمرکز پیشرفت در آموزش، انتشار کتاب و نشریات و به ویژه تأسیس اولین دانشکده پزشکی در ایران (۱۸۷۹) کردند. می‌توان آمریکایی‌ها را مهیا کننده فرصت نگارش نوآرامی برای بومیان آشوری مسیحی شمال غربی ایران دانست. همچنین آمریکایی‌ها منتشر کننده اولین نشریه در سراسر ایران (۱۸۴۹م) دانست که به زبان محلی و در ارومیه (در چاپخانه American Mission press) به چاپ می‌رسید.

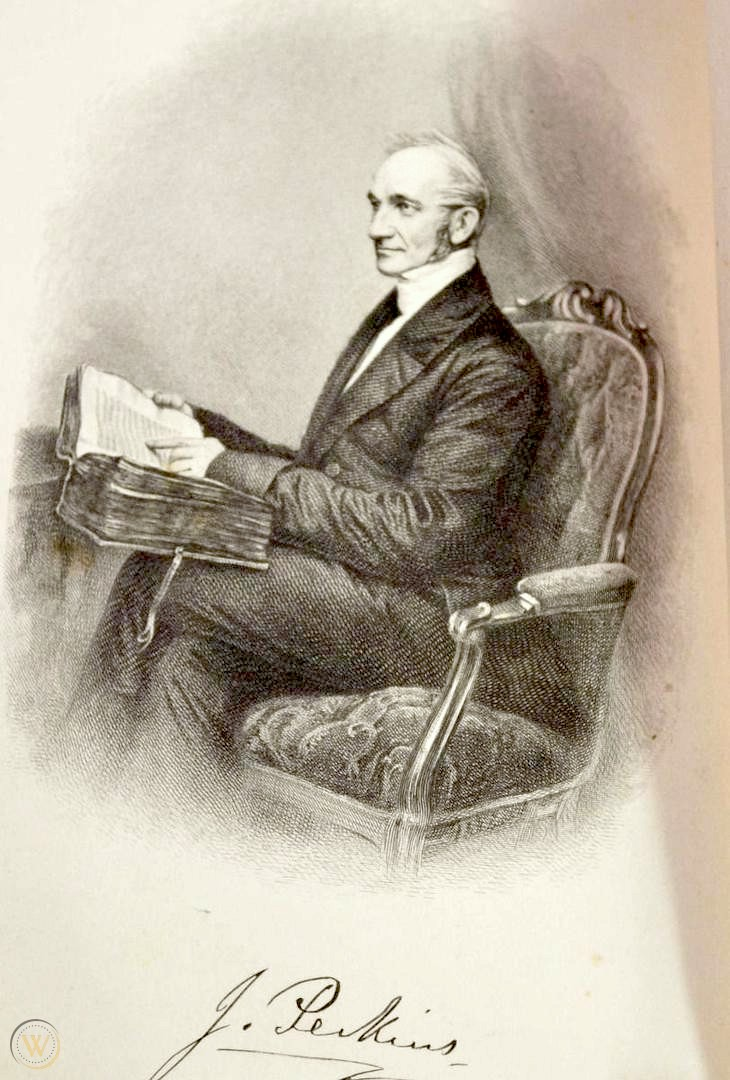
اثر حکاکی جاستین پرکینز ۱۲۴۰ شمسی (۱۸۶۱ میلادی)

پرکینز نه تنها یک مبلغ آموزش دیده بود، بلکه یک آبرنگ‌ساز آگاه به قومیت‌های محلی نیز بود که نقاشی‌های مردان، زنان و کودکان متعلق به اقوام مختلف شمال غرب ایران در کتاب‌های او و همچنین در نقاشی‌های منتشرنشده باقی مانده‌است. نقاشی‌های او نمایشی رنگارنگ از لباس‌ها، رنگ‌ها و پارچه‌های قومی مردم محلی در اواسط قرن نوزدهم را ارائه می‌دهند. پرکینز و سایر مبلغان در مأموریت فعال پروتستان در ارومیه احتمالاً از اولین کسانی بودند که سخنرانی‌هایی در مورد ایران در ایالات متحده ارائه کردند و همچنین اولین آمریکایی‌هایی بودند که عموم مردم ایران با آنها ارتباط داشتند. پرکینز و مشاوران بعدی، با وجودی که رسماً دیپلمات نبودند، ولی بعداً در عمل مانند افسران کنسولی استانی عمل می‌کردند.

## انتشارات
او تجربیات خود را در نوشته‌هایش در دو کتاب اقامت هشت ساله در ایران در میان مسیحیان نسطوری با اشاره‌هایی به محمدان (۱۸۴۱) و زندگی مبلغان در ایران (۱۸۶۱) شرح داد.
- پرکینز, جاستین (1841). اقامت هشت ساله در ایران در میان مسیحیان نسطوری با اشاره‌هایی به محمدان. اندوور، ماساچوست: آلن، موریل و واردول.
- پرکینز, جاستین (1861). مبلغی در ایران: نگاهی به ربع قرن فعالیت‌ها در میان مسیحیان نسطوری. بستون، ماساچوست: انجمن قلم آمریکا.

## مشارکت‌ها و مقالات
- پرکینز, جاستین (1851). "روزنگار سفر از ارومیه به موصل، از طریق کوه‌های کردستان و بازدید از ویرانه‌های نینوا". ژورنال انجمن آسیایی‌های آمریکایی. 2: 69, 71-119.
- پرکینز, جاستین; فیسک, فیدلیا (1857). زندگینامه نسطوری: طراحی‌های زاهدان نسطوری که در ارومیه، پارس مرده‌اند. مجموعه مشاوران در ماموریت‌های خارجی آمریکا. انجمن مدرسه سبث ماساچوست.

## اقدامات مهم جاستین پرکینز در ایران
- برپایی نخستین مدرسهٔ مدرن ایران، مدرسهٔ آمریکایی ارومیه، در زمان محمدشاه قاجار در اورمیه برای آشوریان[۱۱]
- انتشار زاهر یرادی باهرا، نخستین نشریهٔ غیرفارسی و دومین نشریهٔ کشور ایران[۱۱]